# Royum
Royum (früher auch Raden, dänisch Rojum, früher auch Røjem) ist ein Herrenhaus in der Gemeinde Brodersby-Goltoft im Kreis Schleswig-Flensburg im nördlichen Schleswig-Holstein.

## Geographie
Das Herrenhaus liegt unweit des Waldstücks Royumholz nördlich der Schlei im südwestlichen Angeln in Südschleswig. Westlich des Gutes schließt sich der Wald Broholm an.

## Geschichte
Der Flurname findet erstmals 1542 urkundliche Erwähnung. Der Name leitet sich als Dativ Plural vom altdänisch *ruth, *roth (≈rød, mitteldän. roj) für gerodetes Land ab. Die Endung auf -roj ist besonders im östlichen Schleswig verbreitet. Das Gründungsjahr des Gutes selbst ist nicht bekannt. Vor dem Deutsch-Dänischen Krieg 1864 war das Gut administrativ der Schliesharde im Amt Gottorf zugeordnet. Das heutige Herrenhaus ist ein Dreiseitenhof aus dem 19. Jahrhundert mit zugehörenden Wirtschaftsgebäuden. Der erste namentlich genannte Besitzer der Ländereien war Oberst Bartig bis 1717.